# Коль, Юрий
Юрий Коль (нем. Jurij Kohl; 17 мая 1977, Мирный, Джамбульская область, Казахская ССР, СССР) — российский, а затем немецкий борец греко-римского стиля, участник Олимпийских игр.

## Карьера
Юрий Коль сначала начал заниматься акробатику в возрасте 11 лет перешёл на греко-римскую борьбу, потому что его отец узнал об этом виде спорта благодаря успехам других спортсменов. Поэтому он отправил Юрия на тренировку по борьбе, где тренер Виктор Сисоев раскрыл и продвинул его талант. Реальная карьера Коля в борьбе началась только в 1993 году в Кёллербахе в Саарланде, куда семья переехала из России. Пятикратный чемпион Германии 2000, 2001, 2003, 2005 и 2009 годов; серебряный призёр в 1993, 1994 и 2002 годах, бронзовый - в 1996 и 2008 годах. Десятый на чемпионате мира в 2003 году. Пятый на чемпионате Европы в 2001 и 2005 году. На Кубке мира в 1995 году занял 5 место. В августе 2004 года принимал участие на Олимпийских играх в Афинах, где провёл две схватки в которых уступил россиянину Алексею Шевцову и китайцу Айлинуэру, в итоге занял 18 место

## Спортивные результаты
- Чемпионат мира по борьбе среди юниоров 1993 — ;
- Чемпионат мира по борьбе среди молодёжи 1995 — ;
- Олимпийские игры 2004 — 18;